# 小行星5201
小行星5201（5201 Ferraz-Mello）是一颗绕太阳运转的小行星，为火星轨道穿越小行星。该小行星于1983年12月1日发现。

## 轨道参数
小行星5201的轨道半长轴为3.1769564 UA，离心率为0.518。